# Yuri Is My Job!
Yuri Is My Job! (яп. 私の百合はお仕事です! Ватаси но юри ва осигото дэсу!, Юри — это моя работа!) — манга авторства мангаки Миман, выпускающаяся издательством Ichijinsha с 18 ноября 2016 года в журнале Comic Yuri Hime. Манга была лицензирована в 2018 году американским подразделением издательства «Коданся» для публикации на территории Северной Америки. 
В мае 2022 года состоялся анонс аниме-адаптации произведения, работа над которой будет осуществляться студиями Passione и Studio Lings. Режиссёром проекта был назначен Хидзири Сампэй, ранее известный по работе над сериалом Wasteful Days of High School Girls.

## Сюжет
Однажды Химэ Сираки неудачно упала с лестницы и сломала прохожей девушке руку. В качестве извинений пострадавшая потребовала от Химэ устроиться вместо неё на работу в кафе «Liebe», посвящённое юри-тематике в стилистике немецкой школы для девушек. Химэ совершенно незнакома с историями подобного рода и, не получив должного инструктажа, плохо справляется со своей новой работой, которая заключается в изображении эсу-отношений с Мицуки Аянокодзи.

## Персонажи
- Химэ Сираки (яп. 白木 陽芽 Сираки Химэ) / Химэ Сирасаги (яп. 白鷺 陽芽 Сирасаги Химэ) — главная героиня, которая старается поддерживать в обществе образ себя как заботливой принцессы, чтобы однажды стать трофейной женой и вкусить блага роскоши[1].

Сэйю: Юй Огура
- Мицуки Яно (яп. 矢野 美月 Яно Мицуки) / Мицуки Аянокодзи (яп. 綾小路 美月 Аяноко:дзи Мицуки) — сотрудница кафе, играющая роль возлюбленной Химэ. Её сильно раздражает непрофессиональное поведение Химэ на работе[1]. Позже выясняется, что она была знакома с Химэ ещё с начальной школы, где они дружили до тех пор, пока Яно ошибочно не предположила, что Химэ бросила её, чтобы продолжать скрываться за своей маской. В итоге, поняв, что в той ситуации возникло недопонимание, извиняется перед Химэ, тем самым наладив с ней отношения. Позже начинает проявлять к ней любовные чувства.

Сэйю: Сумирэ Уэсака
- Каноко Мамия (яп. 間宮 果乃子 Мамия Каноко) / Каноко Амамия (яп. 雨宮 果乃子 Амамия Каноко) — подруга Химэ, которая устроилась на работу в кафе «Liebe» вслед за ней[1].

Сэйю: Минами Танака
- Сумика Тибана (яп. 知花 純加 Тибана Сумика) / Сумика Татибана (яп. 橘 純加 Татибана Сумика) — одна из работниц кафе «Liebe». В прошлом была партнёром Нэнэ. Становится партнёром Каноко, в которую вскоре влюбляется.

Сэйю: Макото Коити
- Май Косиба (яп. 小柴 舞 Косиба Май) / Май Микосиба (яп. 御子柴 舞 Микосиба Май) — менеджер кафе «Liebe».

Сэйю: Юкари Тамура
- Нэнэ Нисидэра  (яп. 西寺 寧々 Нисидэра Нэнэ) / Нэнэ Сайнодзи (яп. 西園寺 寧々 Сайнодзи Нэнэ) — повар кафе «Liebe». В прошлом была партнёром Сумики и Ёко.

Сэйю: Асами Сэто
- Ёко Гото (яп. 後藤 葉子 Гото: Ё:ко) / Ёко Гоэйдо (яп. 五影堂 葉子 Гоэйдо: Ё:ко) — бывшая сотрудница кафе «Liebe», а также бывший партнёр Нэнэ.

Сэйю: Сидзука Ито

## Критика
Согласно рецензии критика интернет-портала Anime News Network Ребекки Сильверман, сюжет Yuri Is My Job! является одновременно пародией на штампы историй типа эсу и пытается развить собственную полноценную романтическую юри-линию. По мнению Сильверман, предварительное знакомство читателя с эсу может сделать чтение этой манги более увлекательным, но тем не менее история остаётся интересной и для незнающих жанровой специфики. Критик отдельно отметила качество изображений в манге, где «поддерживается баланс между красивым и милым» и хорошо прорисованы женские персонажи.